# Płaskowyż Sułoszowski
Płaskowyż Sułoszowski (341.322) – mikroregion będący częścią Wyżyny Olkuskiej. Jest to płaskowyż obejmujący jej północno-wschodnią część, na wschód od Wzgórz Rabsztyńskich po okolice Wolbromia. Zdzisław Czeppe nazwał go Płaskowyżem Sułoszowej i Skały. 
Jest falisty i słabo pocięty dolinami. Nachylenie stoków na wierzchowinie przeważnie nie przekracza 2%, a w dolinach 9%. Zbudowany jest z wapieni jurajskich. W trzeciorzędzie przykryte zostały lessem o miąższości dochodzącej do 9 m. Największym ciekiem jest Prądnik. W obrębie Płaskowyżu Sułoszowskiego znajduje się jego górna część. Prądnik wciął się głęboko w płytę wapienną odsłaniając liczne wapienne skały (zwłaszcza na lewym zboczu doliny). Poza tą doliną wskutek krasowości przeważnie brak wód powierzchniowych, a wody zalegają głęboko w szczelinach wapienia. Wsie zazwyczaj typu ulicówka – długie, zajmujące wąskie dna dolin. Sułoszowa ma długość około 10 km i jest jedną z najdłuższych wsi w Polsce.